# Bad Hersfeld
Bad Hersfeld är en stad i det tyska distriktet (Landkreis) Hersfeld-Rotenburg i förbundslandet Hessen. I staden finns Europas största ruin av en kyrka som byggdes under stilepoken romanik. Staden är en kurort och sedan 1951 hölls varje år teaterfestspelen i Bad Hersfeld. Staden hette fram till 1951 Hersfeld, men antog därefter samma namn som hälsobrunnen, Bad Hersfeld.

## Geografi
Bad Hersfeld ligger i en sänka som skapades av floden Fulda. Den lägsta punkten ligger 195 meter över havet och den högsta cirka 400 meter över havet. Staden ligger 52 km söder om Kassel, 36 km norr om Fulda och 45 km väster om Eisenach.
Bad Hersfelds gamla staden har en oval form med en längd av ungefär 1000 meter från öst till väst och en bredd av 500 meter från nord till syd. Gamla staden är ganska väl avgränsad från övriga bebyggelsen på grund av att en trafikled ligger över den gamla vallgraven.

### Klimat
|                                            | Jan  | Feb  | Mar  | Apr  | Maj  | Jun  | Jul  | Aug  | Sep  | Okt  | Nov  | Dec  |
| ------------------------------------------ | ---- | ---- | ---- | ---- | ---- | ---- | ---- | ---- | ---- | ---- | ---- | ---- |
| Normaldygnets maximitemperaturs medelvärde | 3,0  | 4,5  | 9,2  | 14,0 | 18,7 | 21,5 | 23,8 | 23,7 | 19,1 | 13,6 | 7,4  | 3,9  |
| Normaldygnets minimitemperaturs medelvärde | −2,3 | −2,2 | 0,5  | 3,1  | 7,2  | 10,3 | 12,3 | 12,0 | 8,9  | 5,3  | 1,8  | −0,8 |
|                                            |      |      |      |      |      |      |      |      |      |      |      |      |
| Nederbörd                                  | 54,6 | 41,6 | 50,9 | 45,3 | 69,5 | 63,9 | 85,0 | 58,5 | 53,1 | 54,9 | 57,2 | 57,8 |

| Diagram | temperaturer i °C • månadsnederbörd i mm • Källa: Weather and climate in Bad Hersfeld | temperaturer i °C • månadsnederbörd i mm • Källa: Weather and climate in Bad Hersfeld | temperaturer i °C • månadsnederbörd i mm • Källa: Weather and climate in Bad Hersfeld | temperaturer i °C • månadsnederbörd i mm • Källa: Weather and climate in Bad Hersfeld | temperaturer i °C • månadsnederbörd i mm • Källa: Weather and climate in Bad Hersfeld | temperaturer i °C • månadsnederbörd i mm • Källa: Weather and climate in Bad Hersfeld | temperaturer i °C • månadsnederbörd i mm • Källa: Weather and climate in Bad Hersfeld | temperaturer i °C • månadsnederbörd i mm • Källa: Weather and climate in Bad Hersfeld | temperaturer i °C • månadsnederbörd i mm • Källa: Weather and climate in Bad Hersfeld | temperaturer i °C • månadsnederbörd i mm • Källa: Weather and climate in Bad Hersfeld | temperaturer i °C • månadsnederbörd i mm • Källa: Weather and climate in Bad Hersfeld | temperaturer i °C • månadsnederbörd i mm • Källa: Weather and climate in Bad Hersfeld |
|         | 55 3 -2                                                                               | 42 5 -2                                                                               | 51 9 1                                                                                | 45 14 3                                                                               | 70 19 7                                                                               | 64 22 10                                                                              | 85 24 12                                                                              | 59 24 12                                                                              | 53 19 9                                                                               | 55 14 5                                                                               | 57 7 2                                                                                | 58 4 -1                                                                               |

## Historia
Hersfeld började med en munk som bosatte sig där och ärkebiskopen Lullus som grundade ett benediktinkloster här omkring 742. För att hedra honom firar man Lullusfesten varje år med sin populär elden på salutorget. Bägge var elever till biskopen Bonifatius. Arkeologiska utgrävningar visade att människor redan tidigare bodde på samma ställe. 1038 påbörjades den stora klosterkyrkan som ersättning för en kyrka från 800-talet. Invigningen skedde 1144 under närvaro av kung Konrad III.
Hersfeld var fram till 1648 huvudort för det under klostret lydande riksomedelbara abbotstiftet.
I olika urkunder omnämndes Hersfeld 1142 som ort med marknadsrättigheter och 1170 som stad. Efter 1373 fick lantgreven av Hessen allt mer inflytande över staden och 1648 blev staden i samband med den Westfaliska freden officiellt en del av grevskapet. Under det sjuåriga kriget 1761 eldhärjades klosterkyrkan samt flera andra av klostrets byggnader och 1807 blev staden nästan förintad av Napoleons trupper.
1866 fick Hersfeld anslutning till järnvägsnätet, samtidigt som staden tillföll Preussen och 1938 byggdes en motorväg förbi staden. Utvecklingen till kurort började med upptäckten av en hälsokälla 1904.